# Crematogaster yamanei
Crematogaster yamanei được phát hiện và miêu tả bởi Hosoishi, S. & Ogata, K. năm 2009.